# Affaire du corbeau de Tulle
 (août 2020).
L'affaire du Corbeau est une affaire criminelle française qui a pour point de départ un fait divers survenu à Tulle. De 1917 à 1922, les habitants de la ville sont victimes d'une vague de lettres anonymes signées « L'Œil de tigre » et dénonçant les faits et gestes des uns et des autres. La suspicion s'installe dans la ville comme la presse nationale, qui s'y précipite à la recherche d'un fait-divers susceptible de passionner les Français autant que l'affaire Landru. 
Une enquête est ouverte, qui se conclut par un procès au retentissement national. L'affaire entraîne des suicides et une polémique entretenue par la presse à l'encontre du premier juge d’instruction, François Richard, qui fera s'effondrer sa carrière après son dessaisissement.
Au début des années 1920, en référence à ce cas, le criminaliste Edmond Locard, impliqué dans la découverte de l’auteur des lettres anonymes, crée le terme d’« anonymographe » pour désigner les auteurs de lettres anonymes. Après que l'affaire de Tulle a fait l'objet d'une adaptation cinématographique en 1943 par Henri-Georges Clouzot — dans laquelle les lettres sont signées « Le Corbeau » — l'appellation corbeau remplace le mot « anonymographe » dans le langage courant. 

## Contexte et malveillances

### Contexte
Pendant la Première Guerre mondiale, les femmes ont connu une mobilisation sans précédent. La plupart d'entre elles ont remplacé les hommes enrôlés dans l'armée et occupé des emplois civils ou travaillé dans des usines de fabrication de munitions. Des milliers ont servi dans l'armée dans des fonctions de soutien, par exemple en tant qu'infirmières, et en Russie quelques-unes ont vécu le combat.
Dans tous les pays, les femmes deviennent un indispensable soutien à l’effort de guerre. En France, le 7 août 1914, elles sont appelées à travailler par le chef du gouvernement Viviani.
Désormais les femmes distribuent aussi le courrier, s’occupent de tâches administratives et conduisent les véhicules de transport. Une allocation aux femmes de mobilisés est prévue. À titre d'exemple dans le Pas-de-Calais, une allocation principale de 1,25 fr (portée à 1,50 fr le 4 août 1917), avec une majoration de 0,50 fr en 1914 (portée à 1 fr le 4 août 1917), est versée aux femmes d'appelés. Selon l'archiviste départemental, 171 253 demandes avaient été examinées par les commissions cantonales au 31 juillet 1918, pour plus de 115 000 bénéficiaires retenus, soit une dépense mensuelle de 6 millions de francs environ du 2 août 1914 au 21 juillet 1918. Les Œuvres de guerre et divers mouvements de solidarités complètent le dispositif.
Dans les campagnes, les femmes s’attellent aux travaux agricoles. Beaucoup de jeunes femmes s’engagent comme infirmières dans les hôpitaux qui accueillent chaque jour des milliers de blessés. Elles assistent les médecins qui opèrent sur le champ de bataille. Certaines sont marraines de guerre : elles écrivent des lettres d’encouragement et envoient des colis aux soldats, qu’elles rencontrent parfois lors de leurs permissions.
Alors que le conflit les contraint à vivre à distance, sous la menace omniprésente de la mort, les épouses poursuivent leur vie intime essentiellement par le biais des échanges épistolaires avec leur mari au front.
Avec la Première Guerre mondiale, les femmes ont fait les premiers pas sur le chemin de l’émancipation.
Les faits se déroulent en décembre 1917, dans une France en pleine « dépression morale », pendant une guerre qui, d'après le journal L'Humanité, « vit une moitié de Paris dénoncer l'autre ».

### Malveillances
Les premières lettres anonymes sont envoyées en 1917, à Jean-Baptiste Moury, à Angèle Laval puis à d'autres employés de la préfecture. De 1917 à 1922, une épidémie de 110 lettres anonymes s'abat sur le centre-ville de Tulle qui compte à l'époque 13 000 habitants. Glissés dans les paniers des ménagères, abandonnés sur les trottoirs, les rebords des fenêtres et jusque sur les bancs des églises ou dans un confessionnal, ces dizaines de courriers qui dénoncent l'infidélité des uns, la mauvaise conduite des autres alimentent toutes les conversations et inquiètent les habitants. Des dizaines de missives aux calligraphies maladroites et raffinées, comme des signes ésotériques qui seraient tout à coup déchiffrables. Au cours de l'affaire, plus de deux cents personnes reçoivent des lettres, dont le préfet.
Louise Laval reçoit un jour une lettre anonyme commençant par « Grande sale… », une lettre qui l’agonit d’injures et de détails pornographiques. La lettre, en outre, recommande à sa fille Angèle de se méfier de son chef de service, le dénommé Jean-Baptiste Moury, car, dit le mystérieux correspondant, celui-ci la dénigre. Cette lettre étrange et répugnante, Louise Laval la jette au feu. En décembre 1917, Angèle Laval trouve sur son bureau la première lettre anonyme, qui lui dépeint son supérieur comme « un séducteur ». Moury, célibataire, entretient une maîtresse dont il a eu un enfant naturel quelques années plus tôt, sans jamais l'avouer à sa mère, et qu'il compte quitter pour épouser Marie-Antoinette Fioux, une sténodactylo qu'il vient d'engager. La révélation de ces informations pourrait nuire à sa réputation et à son avancement au sein de la préfecture, autant qu'à ses amours. Depuis quelques mois, il fait la cour à Marie-Antoinette, rivale d'Angèle Laval. Jean-Baptiste Moury reçoit ainsi une lettre anonyme lui enjoignant de se méfier de l’une de ses collaboratrices, Angèle Laval, lui intimant de ne pas épouser Marie-Antoinette Fioux. Bien qu’il ne nourrisse à son égard aucune attirance physique, il s’en ouvre auprès d’elle deux ou trois jours plus tard. La demoiselle a, elle aussi, reçu deux courriers anonymes décrivant son supérieur comme « joueur, goujat et menteur ». De concert, ils décident de détruire ces brûlots dans le poêle du service comptabilité : « C'est la manière qu'elle a eu d'inventer un lien avec lui » observe l'auteure de L'Œil de tigre, un subterfuge pour qu'il lui porte de l'intérêt. Le stratagème échoue et malgré quelques nouveaux essais épistolaires durant l'année 1918, les choses se tassent. C'est en 1919 que Moury commence à fréquenter Marie-Antoinette Fioux, une sténo-dactylo. « Jeune, moderne, dynamique », comme la décrit Francette Vigneron, elle est tout ce qu'Angèle Laval n'est pas. Celle-ci se répand à nouveau, anonymement et ses envois reprennent exponentiellement. Elle écrit des horreurs sur ses collègues dans des lettres qui circulent au sein du personnel de la préfecture. 
Le mauvais plaisant s’est d’abord attaqué à la personne du préfet : « Ta chienne d’épouse est passé maîtresse dans son art et experte à satisfaire les caprices de ses clients mâles. (…) Si tu n’avais pas les reins aussi usés, ta femme ne serait pas obligée de recourir aux services du balayeur municipal ! ». Mais il élargit bientôt son champ d’attaque à diverses personnalités de Tulle. Le curé de Tulle est ainsi qualifié de « curé manqué ». 
Puis, en 1921, motivée par le mariage de Jean-Baptiste Moury avec Marie-Antoinette Fioux, sa fureur monte d'un cran. « Il y a toujours une évolution dans le crime », remarque Francette Vigneron, qui poursuit: « Elle a commencé anonymographe, elle est devenue pseudonymographe ». En 1921, elle troque l'anonymat complet dans sa venimeuse correspondance contre une signature : « L'Œil de tigre », s'inspirant de la couleur d'une pierre-talisman censée permettre de retourner les mauvaises ondes à l'envoyeur selon certains milieux ésotériques. L'évolution est aussi d'un autre ordre : elle commence à viser les riverains de son quartier. À ce moment, elle change aussi de manière de faire. Fini les boîtes postales, que la police et les Tullistes inquiets surveillent désormais. « Elle applique alors la technique des 'clampes', les commères du coin, dans ses lettres », explique Francette Vigneron. À partir de cette étape, elle dépose au sol, par exemple dans un simple couloir d'immeuble, une enveloppe non-cachetée au nom d'un ou d'une locataire. À l'intérieur, une lettre débute par une prière faite de transmettre le mot à un second individu qui aura à charge d'aller enfin trouver une tierce personne. Dans le contenu, une dizaine de familles de Tulle peuvent en prendre pour leur grade. Ses agissements, ses « révélations », les cibles qu’il choisit, tout alimente les discussions. Et inutile de surveiller le bureau de poste : « l’Œil de tigre » dépose aussi ses missives de par la ville, directement dans les boites aux lettres, sur les rebords des fenêtres, dans les entrées d’immeubles, dans les paniers de ménagères au marché, jusque sur les bancs de l’église et même dans son confessionnal, ! « Elle savait faire mal aux gens au cœur de leur cible intime. L'anonymat vous donne l'illusion du pouvoir absolu. Le plus dangereux dans ce genre de lettres, ce n'est pas ce qu'elles contiennent, c'est le fait qu'elles existent. Ce sont des explosions intimes, souvent très sous-estimées », détaille Francette Vigneron. Les lettres sont souvent vulgaires voire obscènes. Leur contenu n'est que peu divulgué : de nombreux journaux renoncent à les reproduire, même si le fait qu'elles soient adressées indirectement à leur destinataire permet aux rumeurs de se colporter. Dans les rues, les honnêtes gens ne croisent plus que « la salope », « le cornard », « la trouée », « le sardapanard qui battait sa femme et sa fille à coup de cravache », « la vieille croque » et « l’embusqué. » Ces lettres contiennent ainsi des rumeurs diverses, comme des secrets de familles parfois anciens — avortements, suicides, mauvaise vie, liaisons extraconjugales — informations qui sont parfois fausses. Jean-Baptiste Moury et son épouse figurent parmi les plus épargnés,,. Mieux : le corbeau vante leurs mérites. Ce qui finit par susciter la méfiance de la population à leur égard.
L'auteur détruit les réputations, brocarde les petits chefs, salit les ménages en apparence immaculés. « Leur auteur met toujours une part de vrai au milieu de beaucoup de faux », analyse l'historien Jean-Yves Le Naour, qui a pu reconstituer cette incroyable affaire, après avoir découvert dans les archives une centaine de ces lettres anonymes. Sur la porte du théâtre de Tulle est exposée une liste de quatorze personnes, ainsi que celle de leurs supposés amants et maîtresses respectifs. « Depuis l'affiche annonçant la mobilisation, aucun placard n'avait connu tel succès ! » ironise un journal local. 
Quelques exemples de lettres :
- Lettre du 10 janvier 1920 : « Il faut que ce mariage se fasse »
- Lettre du 6 janvier 1921 :  « Moi l’œil de tigre, je ne crains rien. Ni dieu, ni le diable, ni les hommes »
- Lettre trouvée le 24 novembre 1921 par Madame Laval mère dans sa boite aux lettres : « J’exige que la plainte déposée … soit levée dans le plus bref délai. [...]  malheur à vous… Malheur à votre fils… malheur à votre sœur… [...] Je la déshonorerai »
- Lettre jetée dans le corridor de la Maison Leygnac et trouvée le 21 novembre 1921 : « La campagne reprendra avec intensité, Deux cents lettres seront imprimées d’une ville voisine et distribuées à Tulle »
- C’est avec une certaine distinction qu’il injurie la femme stérile : « C’est une mule, elle ne peut ni pondre ni couver »
- Lettre du 19 avril 1921 : C’est avec élégance qu’il diffame le mari trompé comme le séducteur : « Qu’il rabote ses vieilles cornes » pour l’un et pour l’autre : « Qu’il prenne garde le jour de son mariage de ne pas avoir la colique comme il l’eut l’après-midi où il avait rendez-vous dans les bois de la Bachellerie avec une certaine Dame de Tulle qui trompe sans scrupule son mari (C’est la mode et ça s’est beaucoup fait cet hiver). Ce jour-là, il s’essuyait avec des feuilles de chêne mais pour une nuit de noce les belles baptistes et les belles dentelles qu’on dit qu’Angèle possède seraient endommagées. »
- Lettre du 6 janvier 1922 :  « Je suis le Lucifer de Tulle »

## Ouverture de l'enquête
Le préfet trouve sur son bureau une lettre qui parle d'Angèle Laval en ces termes : « Cette demoiselle s'était figuré que Monsieur Moury l'épouserait. Fourbe, hypocrite et menteuse, elle jette l'effroi dans l'administration. Dites à Moury de se marier et ensuite qu'il dépose contre les Laval une plainte au procureur de la République. » Angèle Laval cherche à faire accuser sa rivale, l'épouse Moury par l'enquête qui est lancée. Chacune des lettres contient désormais en effet un volet insultant mais aussi des éloges pour les jeunes mariés. On se met alors à insulter Marie-Antoinette Moury dans les rues de la ville.

### Instruction
La justice est sommée d'agir. Sous pression, le premier juge d’instruction, François Richard, dépité d'avoir un dossier vide, va jusqu'à faire participer les témoins dans son bureau à des séances d'hypnose. Le juge va demander des expertises, mais celles-ci sont contradictoires. Il finit par isoler deux suspectes. Marie-Antoinette Fioux, la première, est dans le collimateur, avant qu'Angèle Laval ne prenne sa suite. Dans le bureau du juge d’instruction, un témoin relate en détail le contenu d’une missive que sa sœur, Angèle Laval, lui a révélé. Cette dernière a révélé à son frère le contenu d'une des productions de l'Œil de tigre, et ce avant même que son destinataire ne l'ait évoqué... Le juge auditionne immédiatement le destinataire final. Or ce destinataire indique avoir croisé ladite Angèle Laval et lui avoir parlé de la lettre, mais sans lui en révéler le contenu. Dès lors comment Angèle Laval pouvait-elle en connaître le teneur sans jamais l’avoir lue à moins de l'avoir écrite elle-même ? 
En décembre 1921, l'affaire franchit les frontières de la Corrèze et devient nationale. C'est qu'elle a fait un premier mort. Auguste Gibert, un huissier du Conseil de la préfecture, à la suite de la réception de deux lettres anonymes signées « Madame Gibert », apprend qu’Œil de tigre n’est autre que sa femme, il perd la raison, devient victime d’hallucinations et est interné. Rendu fou par l'une des perversions de cet autoproclamé vengeur, qui prend plaisir à signer ses lettres du nom de véritables habitants et soucieux de sauver l'honneur de sa femme, il préfère s'accuser d'être l'auteur des lettres plutôt que voir sa femme incriminée comme délatrice. Peu après, un secrétaire de mairie s'accuse d'être le corbeau que tous recherchent et se suicide en avalant des médicaments. De harceleur, le corbeau est devenu un meurtrier. Il n'en faut pas plus pour que les plumes du Matin, du Petit Journal et du Petit Parisien, orphelins de l'affaire Landru tout juste close, se ruent en terre corrézienne. Le journal Le Matin inaugure ainsi le premier de ses articles le 30 décembre 1921 en ces termes : « Une tragédie se joue actuellement à Tulle, avec une telle passion chez les acteurs, un tel énervement de tous les esprits, qu’il est presqu’impossible d’en apercevoir le dénouement ». De banalement locale, l’affaire devient ainsi nationale du jour au lendemain, du fait de son impact médiatique. Dès lors, la justice ne faiblira plus. L’affaire devient une instruction criminelle désormais ouverte. Soupçonneux à son encontre, le juge Richard finit par inculper Angèle Laval.  Sollicité de toutes parts par la presse, il est cité dans tous les articles par les journalistes. Le juge d’instruction est alors rapidement dépassé par les événements et par l’ampleur de la campagne de presse qui se déchaîne. À l’échelon local et maintenant national, il devient un homme important, le personnage-clé d’une enquête dont les journaux de Paris relatent presque chaque jour les rebondissements et grossissent l’ampleur (évoquant « 60 lettres quotidiennes » quand 60 est en fait le nombre de lettres écrites… en trois ans en demi). Quelle importance, quelle notoriété ! C’est le succès pour le juge Richard. C’est la gloire médiatique pour ce magistrat dont le zèle se démultiplie alors. Le juge d’instruction, sensible comme jamais à la suggestion des journalistes, recourt à la procédure la plus contestable : un médium. Il commet alors l’erreur de confier ses réflexions, ses états d’âme, ses intuitions et ses doutes aux journalistes, lesquels, évidemment, relaient sans vergogne ni mesure ses propos dans leurs journaux.
L’Œil de tigre, par la voix d’un parlementaire, fait même une apparition au Sénat qui interpelle le garde des Sceaux. Cette fois, le ministre de la Justice répond à cette pressante invitation. Le juge irrationnel est finalement dessaisi.

### Police scientifique
L’enquête est relancée quand le curé de Tulle, en visite chez Angèle et sa mère, remarque une lettre à moitié terminée. Angèle est donc dénoncée et le commissaire Walter se rend chez elle pour l’en informer. Il s’isole avec elle dans sa chambre et la presse d’avouer sans succès. Avec l'accord du Procureur général, une souscription organisée auprès des habitants de Tulle permet d'engager en décembre 1921 à titre onéreux le meilleur expert à l'époque Edmond Locard, fondateur du premier laboratoire de police scientifique à Lyon en 1910, à qui l'on doit l’invention de la graphométrie, qui sera le tournant de l'affaire, en janvier 1922, à son arrivée dans la ville. Celui-ci, passionné par la graphologie et l’expertise des écritures, s'imprègne des lettres de "l'Œil de tigre", remarque quelques lapsus (comme des marques de féminin surgissant là où on attendrait un mot au masculin) et convoque huit femmes au Palais de justice, dont Marie-Antoinette Moury, Angèle Laval et sa mère.

### Dictée fatale
Une dictée collective, réalisée le 16 janvier 1922 par Edmond Locard, permet d'identifier la coupable, qui met très longtemps à rédiger sa dictée. Il s'agit de dicter individuellement à chacune d'elles un mélange de textes. La première à passer est Angèle Laval. Pendant une heure et demie, dans le silence le plus complet, il fait écrire à cette droitière quelques lignes de la main gauche, car il a l'intuition que la responsable des lettres a utilisé ce subterfuge pour maquiller son écriture. Ensuite il lui fait écrire, cette fois de la main droite, quatre pages en majuscules. « Elle mit douze minutes à écrire la première ligne passant et repassant sur les lettres », consigne-t-il dans son rapport. La faisant "écrire jusqu'à lassitude", selon son expression, il voit toutes les caractéristiques de "L'Œil de tigre" apparaître peu à peu sur la feuille. À force de lui faire réécrire plusieurs pages, elle ne peut plus maquiller son écriture, ses aptitudes à la dissimulation volent en éclats.
Convaincu de tenir la coupable, il la laisse cependant repartir sans un commentaire après une seconde séance de rédaction. Laissée libre dans l’attente de son procès, la jeune femme de trente-cinq ans tente de se soustraire à l’opprobre en se jetant dans l’étang de Ruffaud avec sa mère. Elle entraîne sa mère dans une sorte de suicide collectif où seule la seconde avait vraiment l'intention d'en finir. Tandis que la mère coule à pic dans l'étang, Angèle est secourue par des passants. Sa mère aura été la seconde victime du corbeau. C'est en avril seulement qu'Angèle Laval est arrêtée. Elle est placée jusqu'à son procès dans des asiles d'aliénés à Limoges pour y être examinée par des psychiatres. Ces derniers la déclarent responsable pénalement mais réclament les circonstances atténuantes pour cette femme manipulatrice, qui subit l'opprobre de toute la ville. 
Selon le rapport de Locard, quelques-unes de ces lettres ont peut-être été écrites par sa mère.

### Procès
Angèle Laval se présente à son procès le lundi 4 décembre 1922 dans une tenue noire, avec mantille, car elle porte le deuil de sa mère. Tout au long du procès, d’une voix faible, elle nie tout quand le président Paul Mettas l'interroge à nouveau. Vingt-trois témoins viennent déposer. L’avocat des parties civiles plaide cinq heures, l’avocat général trois heures, Me Hesse pour la défense, deux heures. Dans un jugement de 60 pages, la justice la condamne, le 20 décembre 1922, dans un climat d’effervescence assez indescriptible (car le procès en correctionnelle a lieu à Tulle) à un mois de prison avec sursis et cent francs d’amende pour diffamation et injures publiques et 200 francs d’indemnisation par la partie civile. Refusant d'avouer et devant indemniser les parties civiles, elle fait appel, mais le premier jugement est confirmé par la cour d'appel de Limoges, à un mois de prison et deux cents francs d'amende ou deux mois de prison et cinq cents francs d’amende selon les sources. Un jugement « inversement proportionnel à l'émotion soulevée », note Jean-Yves Le Naour. Cela tient au fait qu'elle n'est jugée que pour diffamation, la prescription empêchant de retenir contre elle la plupart de ses lettres à l'exception des quinze dernières.

### Angèle Laval
Angèle Laval est née en 1885, et est la fille d'un cordonnier qui possède une maison au centre-ville de Tulle, sans pour autant être riche. Il meurt lorsque sa fille est âgée de dix-huit mois. Louise Laval est une veuve honorablement connue dans la ville. Elle habite un hôtel particulier datant de l’époque de Louis XIII et situé non loin de la cathédrale. 
Louise Laval a deux enfants. Il y a d’abord son fils, Jean, marié, qui travaille à la préfecture où il a le poste de chef de bureau. Il y a ensuite sa fille, Angèle, célibataire, qui est également employée à la préfecture, au service de la comptabilité. Elle y est d’ailleurs entrée grâce à l’appui de son frère et elle a pour supérieur hiérarchique direct un certain Jean-Baptiste Moury. Angèle « est allée à l'école jusqu'à ses seize ans, elle donne toute satisfaction. Elle a un niveau certificat d'études primaires et on verra que ses lettres comportent peu de fautes d'orthographe et qu'elle y fait preuve d'inventivité », brosse Francette Vigneron. Cette bonne instruction, le départ de cohortes d'hommes sur le front, ainsi que l'emploi comme chef de bureau de son frère Jean expliquent qu'Angèle Laval intègre le personnel de la préfecture durant la Première Guerre mondiale. En 1917, elle tombe amoureuse du chef de bureau auprès duquel on l'a affectée, un quadragénaire du nom de Jean-Baptiste Moury. Elle lui fait des avances que celui-ci repousse. C'est alors qu'elle commence l'écriture de ce qu'elle appelle ses « ordures ». Lorsque Jean-Baptiste Moury l’invite à un vin d’honneur pour célébrer son mariage avec Marie Antoinette Fioux, elle lance sa campagne de lettres ordurières et diffamatoires.
Sortie de prison, elle retourne vivre recluse à son domicile dans son immeuble du 111, rue de la Barrière à Tulle, vivant cloîtrée et aidée financièrement par son frère, jusqu'à son décès, le 16 novembre 1967, à l'âge de 81 ans. Elle repose au cimetière du Puy Saint-Clair qui surplombe le quartier du Trech.

## Postérité
Un journaliste du Matin venu couvrir le procès d'Angèle Laval, décrit l'accusée sur les bancs du tribunal en ces termes dans son édition du 5 décembre 1922 : « Elle est là, petite, un peu boulotte, un peu tassée, semblable sous ses vêtements de deuil, comme elle le dit elle-même, à un pauvre oiseau qui a replié ses ailes. ». Si le journaliste n'emploie pas le mot « corbeau », la description y fait penser. C'est cette affaire décrite dans la revue Détective qui, en 1932, donne à l'écrivain Louis Chavance l'idée d'écrire un scénario basé sur cette histoire, sous le titre L'Œil du serpent. Ce scénario ne trouve pas preneur jusqu'en 1942 lorsque Chavance le repropose à Henri-Georges Clouzot, les deux hommes choisissant d'inventer le terme de corbeau, oiseau de mauvais augure, comme signature des lettres anonymes, ainsi que pour le titre du film Le Corbeau qui sort au cinéma en 1943 et dont le scénario a été écrit avant le début de la Seconde Guerre mondiale. L'auteure des lettres anonymes signait « L'Œil de tigre », et pas par un dessin de corbeau, comme dans le film de Clouzot mais depuis, le vocable corbeau est passé dans le langage commun pour désigner les auteurs de lettres anonymes, une expression par exemple largement employée dans le cadre de l'affaire Grégory.

Le film a d'ailleurs été directement inspiré par Edmond Locard qui, au début des années trente, avait offert au scénariste Louis Chavance une brochure sur l'enquête et son ouvrage sur les anonymographes. Le film est un succès mais il est vivement critiqué, pour sa noirceur, sa misanthropie, ainsi que pour ce qui est jugé comme de la propagande antifrançaise, une incitation à la délation et en raison de son financement. 
Il faut également signaler qu'avant le film de Clouzot, cette affaire avait déjà inspiré à Jean Cocteau sa pièce de théâtre La Machine à écrire (1941).
Le film de Clouzot a fait l'objet en 1951 d'un remake signé Otto Preminger, La Treizième Lettre.
À l'occasion des cent ans de l'affaire, la médiathèque de Tulle a organisé en 2017 une exposition où les pièces du dossier d'instruction sont exposées pour la première fois.